# Regele Carol I (Schiff, 1898)
Die Regele Carol I war ein 1898 gebautes rumänisches Passagierschiff, das im Ersten Weltkrieg unter russischer Flagge unter dem Namen Korol Karl als Hilfskreuzer und Flugzeugmutterschiff, in den Wirren des russischen Bürgerkrieges kurzzeitig als Ioan Ruata und ab 1918 wieder unter rumänischer Flagge unter ihrem alten Namen fuhr. Im Zweiten Weltkrieg setzte die rumänische Marine sie als Hilfskreuzer und Minenleger ein. Im Oktober 1941 sank das Schiff nach einem Minentreffer. Namensgeber war der erste rumänische König Karl I., der von 1881 bis 1914 regierte.

## Bau und technische Daten
Das Schiff wurde 1897 in Schottland auf der Werft Fairfield Shipbuilders in Govan/Glasgow unter der Bau-Nummer 399 auf Kiel gelegt. Der Stapellauf fand am 22. März 1898 statt, der Abschluss der Arbeiten und die Ablieferung an die rumänische Reederei Serviciul Maritim Român (S.M.R.) erfolgte am 16. Juni 1898. Erst nach der Überführung aus Schottland und der Ankunft in ihrem neuen Heimathafen Konstanza am 28. Juni 1898 erhielt sie in Anwesenheit des Königs ihren Namen Regele Carol I.
Ihre Länge betrug 106,70 Meter über alles, sie war 12,80 Meter breit und wies einen Tiefgang von 8,50 Metern auf. Sie war mit 2369 BRT bzw. 839 NRT vermessen und hatte eine Tragfähigkeit von 360 tdw. Der Antrieb bestand aus zwei Dreizylinder Dreifach-Expansionsmaschinen von der Werft Fairfield Shipbuilders, deren Leistung 6500 PS betrug. Diese wirkte auf zwei Schrauben, der Dampfer erreichte eine Geschwindigkeit von 18,0 Knoten. 75 Passagiere konnten in der Ersten, 42 in der Zweiten und 204 in der Dritten Klasse befördert werden. Die Besatzung bestand aus 75 Mann. Als Bewaffnung trug sie im Ersten Weltkrieg vier 101mm-Geschütze und zwei 63mm-Flak, im Zweiten Weltkrieg zwei 105mm-Geschütze, zwei 20mm-Flak und – je nach Typ – bis zu 200 Minen.

## Geschichte

### Vorkriegszeit

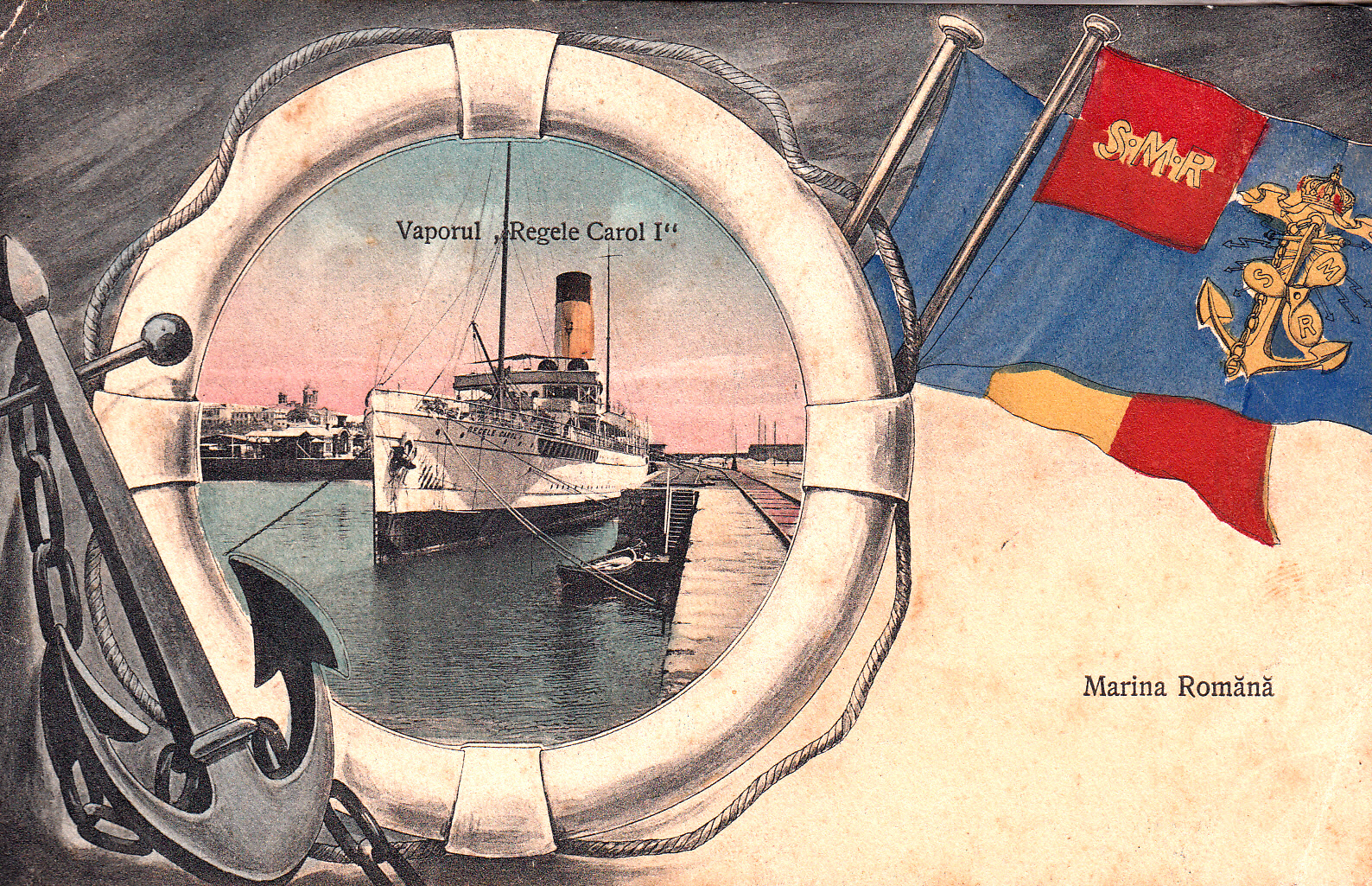
Die Regele Carol I auf einer Postkarte von 1916

Die Regele Carol I wurde von der Reederei für Passagierfahrten auf den beiden Routen zwischen Konstanza und Istanbul sowie zwischen Konstanza und Piräus eingesetzt. Bereits 1899 wurde ihre Antriebsanlage von Kohlen auf Öl umgestellt und 1905 erhielt sie einen Telegrafen an Bord. Zu Beginn des Ersten Weltkrieges befuhr das Schiff die Route Konstanza – Istanbul – Smyrna – Piräus – Alexandria. Dazu kamen saisonale Nebenrouten nach Haifa und Beirut.

### Erster Weltkrieg
Mit dem Kriegseintritt Rumäniens auf Seiten der Entente überließ die rumänische Regierung 1916 die Regele Carol I der russischen Marine, die das Schiff zum Hilfskreuzer und Flugzeugmutterschiff umbauen ließ. Im Oktober/November 1916 erhielt das Schiff dazu in Sewastopol vier 101mm-Geschütze, zwei 63mm-Flak, zwei Suchscheinwerfer sowie zwei Flugboote. Sie erhielt am 29. November 1916 den Namen Korol Karl. Im März 1917 war die Korol Karl der russischen Kreuzer-Division zugewiesen, die die Einfahrt zum Bosporus bewachte und an der Beschießung der anatolischen Küste beteiligt war. Zudem führte das Schiff Truppentransporte durch.
Ein Jahr später, im März 1918, geriet das Schiff in den Wirren des russischen Bürgerkrieges kurzzeitig in die Hände der Kommunisten: Das Schiff befand sich zu dieser Zeit im Hafen von Batumi nahe der türkischen Grenze. Dort wurde die Korol Karl von Soldaten der Kaukasischen Sozialistischen Republik besetzt, die Offiziere festgesetzt und das Schiff in Ioan Roata umbenannt. Die Festsetzung dauerte bis Ende März, dann konnte das Schiff Batumi wieder verlassen und fuhr endgültig zurück nach Rumänien, wo es am 1. April 1918 in Sulina einlief.

### Zwischenkriegszeit
Mit Ende des Ersten Weltkrieges erhielt die frühere Reederei, die Serviciul Maritim Român, das Schiff zurück und gab ihr wieder den alten Namen Regele Carol I. Die SMR führte den Passagierverkehr fort und setzte das Schiff auf der Route zwischen Konstanza, Warna, Istanbul und Saloniki ein. Nach Beginn des Zweiten Weltkrieges, dem anschließenden Kriegseintritt Italiens im Juni 1940 und rumänischen Neutralität befuhr die Regele Carol I nur noch zwischen Konstanza und Istanbul.

### Zweiter Weltkrieg
Bereits vor dem Kriegseintritt Rumäniens auf Seiten der Achsenmächte im Juni 1941 requirierte die rumänische Marine die Regele Carol I erneut und ließ sie zum Minenschiff umbauen – zunächst noch ohne Bewaffnung. Das Schiff wurde unter Beibehaltung des Namens der 6. Sektion zugewiesen, der neben der Regele Carol I das Minenschiff Dacia angehörte.
Der erste Einsatz erfolgte zusammen mit dem Minenleger Amiral Murgescu und dem Minenschiff Aurora vom 16. bis 19. Juni 1941. Dabei legten die drei Schiffe zwischen Kap Midia an der türkisch-bulgarischen Grenze und Tuzla nahe der sowjetischen Grenze Defensiv-Minensperren entlang der Küste, um die eigene Schifffahrt vor Angriffen zu schützen. Die Effektivität dieser Sperren zeigte sich nach Beginn des deutschen Überfalls auf die Sowjetunion, dem Unternehmens Barbarossa: Beim Vorstoß sowjetischer Kreuzer und Zerstörer auf Konstanza am 26. Juni geriet der Zerstörer Moskva in das Minenfeld und sank, der Kreuzer Woroschilow wurde beschädigt. Bis Ende des Jahres sanken zudem sechs sowjetische U-Boote auf diesen Minensperren.
Erst nach diesen Einsätzen erhielt die Regele Carol I im Juli die Bewaffnung von zwei 105mm-Geschützen und zwei 20mm-Flak. Wie notwendig diese Ausrüstung war, zeigte sich bei einem sowjetischen Luftangriff am 5. August. Dabei wurden mehrere Mitglieder der Besatzung verletzt, das Schiff blieb ohne größere Schäden.
Bei einem erneuten Einsatz im Oktober 1941 ging die Regele Carol I verloren: Zusammen mit dem Minenleger Amiral Murgescu und dem Minenschiff Dacia legten die Schiffe ab vom 7. Oktober bis 16. Oktober Sperren an der bulgarischen Küste. Eskortiert wurden die drei Minenschiffe von den rumänischen Torpedobooten Sborul, Naluca, Smeul (Năluca-Klasse), den Kanonenbooten Ghigulescu und Dumitrescu. Zeitweise gehörten auch die bulgarischen Torpedoboote Smeli, Derzky und Khabri zur Sicherung, beim An- und Abmarsch auch rumänische Zerstörer. Bis zum 10. Oktober wurden zunächst vier Sperren und eine Teilsperre geworfen. Am 10. Oktober geriet die Regele Carol I kurz nach dem Auslaufen aus Warna mit 150 Minen an Bord auf eine vom U-Boot L-4 gelegte Mine und sank innerhalb von 13 Minuten. 21 Besatzungsmitglieder starben.